# Gottfrid av Hamburg
Gottfrid av Hamburg, död 2 november 1110, var greve av Hamburg mellan cirka 1093 och 1110. 
Gottfried var son till greve Henrik av Hamburg (död cirka 1093), som 1059 utnämnts till den första greven av Hamburg, och Margareta av Loewen. Han bodde som greve på det hertigliga slottet i Hamburg vid tiden för den siste hertigen från släkten Billunger, med vilken han troligen var släkt. Gottfrieds bror, Heinrich II Gottfried, utövade makten i Stormarn, men ännu inte i Holstengau, det mellersta Holstein, där en "nationell adel" bjöd hårt motstånd.
Omständigheterna kring hans död visar tydligt på Gottfrids begränsade maktbas. Gottfried dog 1110 när han förföljde en grupp obotriter som hade kidnappat kvinnor och barn strax utanför Hamburg. Obotriterna lade ett bakhåll mot Gottfried och hans kontingent från Hamburg, där han dödades tillsammans med ett tjugotal av hans män. Hans huvud skiljdes från kroppen och släpptes först efter betalning av en stor lösensumma.
Greve Gottfried von Hamburg dog troligen utan arvinge. Gottfrieds efterträdare anförtroddes åt hans länsherre, hertig Lothar av Süpplingenburg (den senare kungen och kejsaren Lothar III), som utnämnde greve Adolf I av Holstein, vars familj skulle få ett avgörande inflytande på Holsteins och Schleswigs historia under de kommande århundradena.
Gottfried begravdes troligen i dåvarande Hamburgs katedralkyrka St. Maria och Vitus.